# Zvonarna Grassmayr
Zvonarna Grassmayr je najstarejša zvonarna v družinski lasti v Avstriji in tudi na svetu, sedež ter proizvodnjo ima v Innsbrucku na Tirolskem.
Danes je zvonarna ena od največjih proizvajalcev zvonov na svetu, njeni zvonovi se nahajajo v več kot sto državah, na skoraj vseh kontintentih.

## Zgodovina
Po sedaj dostopnih podatkih je zvonarno leta 1599 ustanovil Bartlmä Grassmayr v Habichtenu, zaselku naselja Oetz (sedaj bolj znanem po Ötziju), po enajstih letih litja zvonov na terenu. Zvonarstva se je učil v Aachnu, pri zvonarju Joanu von Teer. Predhodno je 9. marca 1595 odkupil livarno svojega očeta Hansena Grassmayrja, ki se je sprva ukvarjal z izdelavo kotlov, prednikov današnjih kuhinjskih posod. Za zvonarno se tako domneva, da je najstarejša na Tirolskem. 
16. maja 1601 se mu je rodil sin Johann (umrl 4. aprila 1683), ki je nadaljeval očetovo obrt. Skupaj s stricem Jakobom Veit Grassmayrjem je povečal zvonarno, ki je tedaj delovala v Feldkichnu na Predarlskem, mnogo let pa je deloval tudi kot potujoči zvonar. Zaradi izboljšanih transportnih povezav se je zvonarna leta 1836 preselila v Innsbruck, kjer deluje še danes. Sedanji vodja zvonarne Johannes Grassmayr je tako štirinajsta generacija družine, ki je lastnik podjetja.

## Zvonovi Grassmayrjeve zvonarne
Zvonovi Grassmayrjeve zvonarne iz Innsbrucka so med drugim  v zvoniku mariborske stolnice, župnijskih cerkva na Hajdini pri Ptuju, Brezovici pri Ljubljani, v Slovenskih Konjicah, na Kodeljevem v Ljubljani, v Portorožu, Rogaški Slatini in Naklem ter v romarski cerkvi na Sv. Trojici v Slovenskih goricah. Ob obnovi zvonika mestne cerkve sv. Kancijana v Kranju so vanj namestili tudi Grassmayrjev melodični komplet desetih majhnih zvonov (kariljon, v nemško govorečem prostoru Glockenspiel), ki ob različnih urah dneva izvajajo raznolike melodije.

Prav tako je kar 49 Grassmayrjevih zvonov od leta 2018  v zvoniku cerkve sv. Save v Beogradu.